# Piumhi
Piumhi là một đô thị thuộc bang Minas Gerais, Brasil. Đô thị này có diện tích 902,348 km², dân số năm 2007 là 31625 người, mật độ 35 người/km².